# Bauchhöhle überfliegt Staumauer
Bauchhöhle überfliegt Staumauer (2024) ist eine Audio-Video-Installation der Schweizer Videokünstlerin Pipilotti Rist aus dem Jahr 2024. Ein Standbild daraus wurde für die Präsentation auf dem Eisernen Vorhang der Wiener Staatsoper in der Spielzeit 2024/2025 ausgewählt.

## Beschreibung
Auf dem Standbild fliegt oben ein Bauchhöhlenquerschnitt: ein geheimnisvolles, graues Etwas, halb mit Aufnahmen von menschlicher Wirbelsäule und Därmen gefüllt. Darunter liegt die Berglandschaft der Alpen. Am Himmel sind dichte Wolken, die hohen Berge darunter zerklüftet, kantig und schroff, mit Schneeresten in den Felsen. Unterhalb der Berge im Tal ist ein angestauter See zu sehen. Ein vertikaler Schnitt trennt ihn von einer dunklen Tiefe, in der längliche Verzerrungen zu sehen sind.
Das Kunstwerk ist ein Standbild aus einem älteren 22-sekündigen gleichnamigen Videoloop. Dieser zeigt, wie die MRT-Aufnahme nach einem Anlauf über rosa Wasser und blaue Wiesen schwebt, dann die Mauer des Staudamms überwindet. Als sich drehende Form überfliegt das Bild das Hochgebirge. Am Ende tritt es in den Hintergrund, zu sehen sind nun in einander überlagernden Aufnahmen Blumenwiesen und Blätter mit deutlich hervortretenden Adern. Die pflanzlichen Motive sehen den Nervenbahnen sehr ähnlich. Damit ist die Szenerie des Anfangs wieder erreicht, die fortlaufende und kreisende Bewegung geht weiter.
In einem kurzen Begleittext übergibt die Künstlerin Bauchhöhle überfliegt Staumauer an das Publikum: «Das bist Du, während die Perspektiven über die Nabelschau und den Tellerrand hinaus eröffnet werden und Dein Inneres unentwegt Blut und andere Säfte pumpt.»
Das Bild ist 176 Quadratmeter gross und wurde für die Präsentation auf drei zusammengeschweisste PVC-Bahnen übertragen. Es ist jeweils vor und nach den Aufführungen sowie in den Pausen zu sehen.
Zwei weitere Standbilder wurden parallel in den Zeitungen „Die Presse“ und „Die Furche“ veröffentlicht.

## Künstlerische Dimensionen in Verbindung zu Rists Gesamtwerk

### Natur und Künstlichkeit
Rist äusserte einmal, sie sei an dem Bereich interessiert, «in dem Natur und Kultur einander überlagern». In Bauchhöhle überfliegt Staumauer wird dies nicht nur im Titel, sondern auch in Themenwahl, Gestaltung und Farbgebung deutlich. Das Blau-Rot-Grün der Farbgestaltung wirkt künstlich und surreal. Die Wasseroberfläche ist rot eingefärbt. Mithilfe von Farbregulierungen sollte wohl das Nachbrennen der Farben vor dem inneren Auge simuliert werden. Natur und Künstlichkeit stehen hier in einem besonderen Verhältnis. Die Motive sind zwar aus dem Bereich Natur, aber sie erscheinen nicht nur durch die Farbgebung künstlich. Die Alpen stehen für ein Idyll: Eine durch Menschen ständig schrumpfende Zone des Unberührten, die als Gegenwelt zur industriell hochentwickelten Umgebung definiert wird. Das Innere einer Bauchhöhle gehört zum Bereich Natur. Was aber das Publikum sieht, ist ohne Verletzung nur durch ein von Menschen entwickeltes bildgebendes Verfahren zugänglich: Die Aufnahme des Bauchs wurde mit Hilfe von Magnetresonanztherapie erzeugt.
Die knallbunte Überzeichnung stellt die Künstlichkeit nicht erst her, sondern ist nur eine weitere Stufe. Rist kombiniert ein Ergebnis der Medizintechnik mit nur vermeintlich idyllischer Natur. So weicht sie die Grenzen zwischen Umwelt und Körperinnerem auf.

### Körper
Die Sichtbarmachung des Körpers zieht sich durch das Werk von Pipilotti Rist: Im Videoloop Mutaflor (1996) scheint die Kamera am Anfang verschluckt zu werden, durchläuft dann den Verdauungstrakt und kommt am Ende wieder ans Licht. In einer Reihe von Arbeiten wie etwa Blutraum (1992/1998) werden Körperflüssigkeiten gezeigt, vor allem Menstruationsblut. Dominikus Müller wies auf die Bezüge zwischen Bauchhöhle überfliegt Staumauer und dem Video Als der Bruder meiner Mutter geboren wurde, roch es nach wilden Birnenblüten vor dem braungebrannten Sims (1992) hin. Die beiden Arbeiten seien einander in Aufbau, Form und Inhalt sehr ähnlich. Dieses Video zeigt in nur briefmarkengrossen, expliziten körperlichen Szenen die Geburt eines Kindes vor einer idyllischen Berglandschaft. Auch dort werden also die Bereiche Natur und Körperlichkeit in Durchbrechung von medialen Klischees verbunden.

### Einbeziehung des Publikums
Die Integration des Publikums in das Kunstwerk zieht sich durch Rists gesamtes Werk und wurde ständig weiterentwickelt. Bauchhöhle überfliegt Staumauer übergibt Rist nun explizit durch den kurzen Begleittext an die Betrachterinnen und Betrachter. Der Eiserne Vorhang ist Teil der Bühne, auf der durch Bühnentechnik, Klang und Schauspiel Gefühle angeregt werden. Auch wenn sie künstlich erzeugt sind, so ist doch das gemeinsame Erleben real. Das Eintauchen bezieht sich bei diesem Kunstwerk also nicht nur auf Bauchhöhle überfliegt Staumauer, sondern steht in dem grösseren Kontext des Opernerlebnisses.

## Hintergrund
Seit der Spielzeit 1998/1999 wird die Brandschutzwand der Wiener Staatsoper zwischen Zuschauerraum und Bühne, der  Eiserne Vorhang, von international bekannten zeitgenössischen Künstlerinnen und Künstlern neu gestaltet. Die Ausstellungsreihe wurde vom „museum in progress“ konzipiert. Dafür wird der künstlerische Entwurf auf ein Trägermaterial projiziert, mit dem der Eiserne Vorhang überspannt wird. Die Befestigung erfolgt durch Magneten. Die Künstlerin sagte, die von der Staumauer zurückgehaltene riesige Menge Wasser stehe für eine potenzielle Energie, vergleichbar den Tausenden Arbeitsstunden, die von vielen Menschen in eine Opernproduktion investiert werden. «Wenn das hochgeht, schwappt die geistige Energie in den Raum – und ihr werdet alle nicht nass!»
Rist widmete das Werk ihrem verstorbenen Vater, der einst Stammgast am Opern-Stehplatz gewesen sei. In ihrem engeren Umfeld seien einige Menschen opernsüchtig, erzählte sie, sie selbst habe das aber «noch nicht ganz geschafft».
Bei der Präsentation wurde vom Bühnenorchester der Staatsoper eine Schönberg-Fanfare gespielt, als das Kunstwerk erstmals heruntergelassen wurde.
Pipilotti Rist teilte mit, dass sie den projektgebundenen Teil ihres Preisgeldes aus dem Sikkens Prize, den sie am 7. Oktober 2024 in Rotterdam erhielt, für die Realisierung von Bauchhöhle überfliegt Staumauer verwenden wolle. Dieser Anteil beträgt 25'000 Euro.